# Яковлева, Жанна Владимировна
Жанна Владимировна Яковлева (род. 11 декабря 1981 года) - российская гандболистка.

## Карьера
Четырехкратная чемпионка России. Обладательница Кубка мира (2006). Обладательница Кубка обладателей кубков европейских стран. Обладательница Кубка ЕГФ (2007).
Серебряный (2006) и бронзовый (2000) призер чемпионатов Европы.
Завершила спортивную карьеру.